# Tianzhen
Tianzhen léase Tián-Zhen (en chino:天镇县,pinyin:Tiānzhèn xiàn, lit:el poblado del cielo) es un condado bajo la administración directa de la ciudad-prefectura de Datong. Se ubica al norte de la provincia de Shanxi, este de la República Popular China. Su área es de 1635 km² y su población total para 2010 fue +200 mil habitantes. 

## Administración
El condado de Tianzhen se divide en 12 pueblos que se administran en 5 poblados y 7 villas.